# Felsőárpás

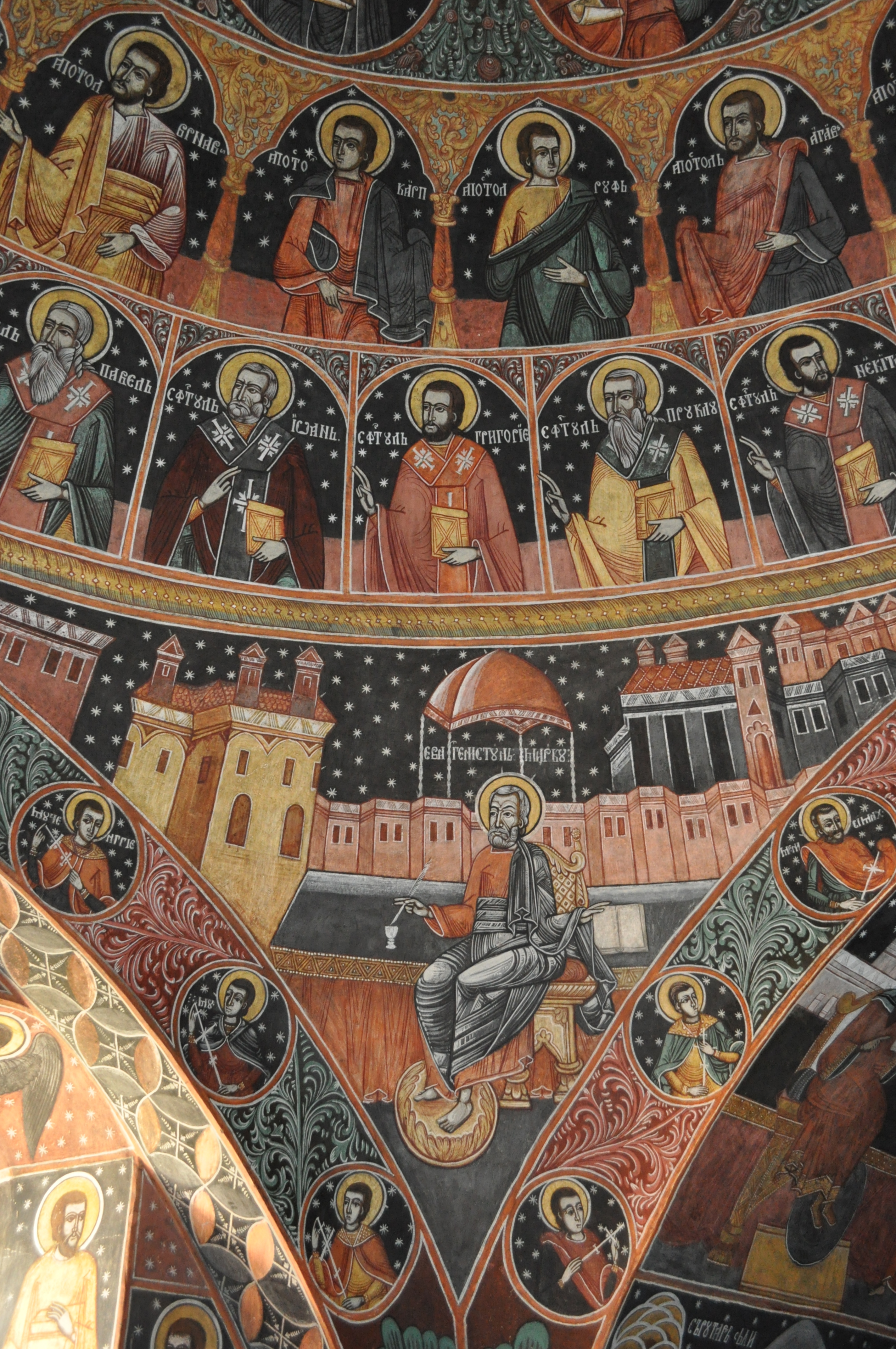

Felsőárpás (románul: Arpașu de Sus, németül: Oberarpasch) falu Romániában, Erdélyben, Szeben megyében.

## Fekvése
Fogarastól 34 km-re délnyugatra, a Fogarasi-havasok lábánál fekszik.

## Népessége

### Általános adatok
A falu népessége 1850 és 1910 között szerényen növekedett, azóta csökken.

### Etnikai és vallási megoszlás
- 1900-ban 1756 lakosából 1715 volt román, 16 cigány, 14 német és 11 magyar anyanyelvű; 1724 ortodox, 15 római katolikus és 12 zsidó vallású. A lakosok mindössze 13%-a tudott írni és olvasni, a nem magyar anyanyelvűek 1%-a beszélt magyarul.
- 2002-ben 1285 lakosából 1281 volt román nemzetiségű; 1201 ortodox, 49 adventista és 21 evangéliumi keresztény vallású.

## Története
Fogaras vidéki, majd Fogaras vármegyei román falu volt. Nevét először 1589-ben említették, Felseo Arpas alakban. 1632-ben 51 jobbágy- (köztük három halász-), két havasalföldi és egy Hátszeg vidéki származású zsellércsalád lakta. Üveghutája az 1715 előtti években létesült a Teleki család birtokán, de elképzelhető, hogy a határ más részében már korábban is létezett. 1722-ben 190 jobbágy és 33 boér családfőt számláltak meg. Az üveghutában ekkor két mester dolgozott. 1742 és 1787 között folyamatosan készítettek benne táblaüveget. 1804-ben egy csehországi német bérlő új helyen építette újjá és harminc évig bérelte. 1851-ben a brassói Nicolae T. Ciurcu árendálta a hutát. Az üzem leállása után az üvegmunkások közül öt német és olasz eredetű család telepedett le a faluban, és utódaik máig is itt élnek. A magyar királyi erdőkincstár birtokát 1910-ben Ioan Dragoman és Ioan Pompu bérelte.

## Gazdasága
A falutól délre pisztrángtenyészet és vendégfogadó működik.

## Látnivalók
- Az Istenanya elszenderülése ortodox templom 1799 és 1809 között épült, belülről Nicolae Grecu festette ki 1815-ben.
- A Lacul Tătarilor tőzegláp a falutól három kilométerre délkeletre, az Arpașul Mare patak feletti teraszon. A tőzeg kilenc méter vastag, a láp területe 3,68 hektár.[4]
- Mormotarezervátum a Fogarasi-havasokban.